# Johann Michael von Althann
Johann Michael von Althann (ur. 8 października 1679 w Jaroslavicach, zm. 26 marca 1722 w Wiedniu) – austriacki arystokrata i polityk, faworyt cesarza Karola VI Habsburga, hrabia. Pochodził z potężnego austriackiego rodu Althann.
Johann Michael von Althann był młodszym synem Michaela Johanna von Althanna (zm. 1701) i Marii Teresy von Lichtenstein. Został cesarskim dworzaninem. Na dworze wiedeńskim przewodził tak zwanej „Hiszpańskiej Partii” (Spanische Partei), która to grupa usiłowała zainteresować cesarza losem utraconych na rzecz Hiszpanii prowincji włoskich (pokój w Utrechcie 1713 r.). Największym przeciwnikiem tych planów był książę Eugeniusz Sabaudzki. Johann Michael Althann towarzyszył Karolowi VI do Hiszpanii.
Jego żoną została Maria Anna Pignatelli (1689-1755). Miał syna Michaela Johanna (1716-1777) oraz córki Marię Annę żonę Mikołaja Palffy’ego i Marię Teresę żonę Leopolda von Dietrichsteina.
Johann Althann był miłośnikiem muzyki. Znał i podziwiał największego liryka i librecistę Wiednia Pietro Metastasio. Jego żona, która zyskała duży wpływ na cesarza, wykorzystywała go do wspierania artystów.
Budowniczy Gundaker Althann był jego krewnym.